# 미스코리아 광주-전남
미스코리아 광주-전남(미스 광주-전남)은 1971년부터 시작된 미스코리아의 광주광역시, 전라남도 지역 대회이다. 진, 선, 미 입상자에게는 본선에 진출 할 수 있는 기회가 주어진다.

## 전남
| 연도   |                 | 진 (眞) | 선 (善) | 미 (美) |
| ------ | --------------- | ------- | ------- | ------- |
| 1971년 | 신명선          | 정현주  | 한영숙  |         |
| 1972년 | 임영순          | 황춘선  | 김지연  |         |
| 1973년 | 윤춘희          | 김승애  | 서인순  |         |
| 1974년 | 문경자          | 이윤희  | 이성자  |         |
| 1975년 | 문지숙          | 이정순  | 안봉선  |         |
| 1976년 | 고미숙 · 정경숙 | 이용순  | 최동희  |         |
| 1977년 | 조설희          |         | 박영숙  |         |
| 1978년 | 김명혜          | 윤은    | 강혜정  |         |
| 1979년 | 김숙희          | 신화영  | 황영희  |         |
| 1980년 | 황숙희          | 이수영  | 장자영  |         |
| 1981년 | 박현주          | 정미화  | 유미숙  |         |
| 1982년 | 김남희          | 정성희  | 윤영숙  |         |
| 1983년 | 최미선          | 황미희  | 김명숙  |         |
| 1984년 |                 | 박매영  | 남혜영  |         |
| 1985년 | 전미정          | 김옥순  | 정찬순  |         |
| 1986년 | 정수빈          | 이정자  | 오경성  |         |
| 1987년 | 김경희          | 정숙희  | 문선숙  |         |
| 1988년 | 김유나          | 서길선  | 박상희  |         |
| 1996년 | 염지선          | 박유미  | 최미경  |         |
| 1997년 | 김은성          | 배은형  | 추승희  |         |
| 1998년 | 차서원          | 박수연  | 문새별  |         |
| 1999년 | 오수연          | 박가영  | 김세희  |         |
| 2000년 | 이현아          | 남화림  | 장지영  |         |
| 2001년 | 장정인          | 오금석  | 김연지  |         |
| 2002년 | 김수영          | 최세라  | 박지혜  |         |

## 광주
| 연도   |        | 진 (眞) | 선 (善) | 미 (美) |
| ------ | ------ | ------- | ------- | ------- |
| 1996년 | 차유미 | 김은정  | 정재현  |         |
| 1997년 | 정은주 | 장윤정  | 이경혜  |         |
| 1998년 | 이주랑 | 이명숙  | 김지영  |         |
| 1999년 | 박이순 | 박선영  | 강자희  |         |
| 2000년 | 최영미 | 김선영  | 장희정  |         |
| 2001년 | 임남희 | 강미옥  | 선수현  |         |
| 2002년 | 정명숙 | 경한나  | 봉명심  |         |
| 2019년 | 김은민 | 장도아  | 이어진  |         |

## 광주-전남
| 연도   |        | 진 (眞) | 선 (善)        | 미 (美) |
| ------ | ------ | ------- | -------------- | ------- |
| 1989년 | 서애리 | 김지영  | 김윤희         |         |
| 1990년 | 김지영 | 정혜리  | 임윤정         |         |
| 1991년 | 신형란 | 박은선  | 김상연         |         |
| 1992년 | 임미경 | 문희    | 관향란         |         |
| 1993년 | 이은저 | 김은옥  | 홍영실         |         |
| 1994년 | 성현아 | 이계연  | 김예분         |         |
| 1995년 | 박윤정 | 이은경  | 유지원         |         |
| 2003년 | 안소현 | 정미주  | 양서은         |         |
| 2004년 | 이선진 | 이하늘  | 이진선         |         |
| 2005년 | 김소희 | 이보미  | 김보미         |         |
| 2006년 | 김수현 | 심수정  | 유아름         |         |
| 2007년 | 심재민 | 홍은주  | 송윤아         |         |
| 2008년 | 이윤아 | 김영희  | 구미선         |         |
| 2009년 | 박지혜 | 조수연  | 김초록         |         |
| 2010년 | 정현화 | 하려원  | 황아현         |         |
| 2011년 | 안자야 | 서다영  | 이은지         |         |
| 2012년 | 이정빈 | 김신아  | 이초해         |         |
| 2013년 | 이진주 | 김효희  | 정아라         |         |
| 2014년 | 이화린 | 이현    | 이초비, 고은빈 |         |
| 2016년 | 장연주 | 은윤지  | 이채영,신아라  |         |
| 2017년 | 정지현 | 김지윤  | 문수인         |         |
| 2018년 | 박윤정 | 조혜민  | 강정현         |         |
| 2021년 | 서수아 | 이예니  | 손서영         |         |

## 전라-제주
| 연도   |                          | Top 3                    |                          |
| ------ | ------------------------ | ------------------------ | ------------------------ |
| 2015년 | 김예린 · 소아름 · 염지영 | 김예린 · 소아름 · 염지영 | 김예린 · 소아름 · 염지영 |

## 전남-제주
| 연도   |        | 진 (眞) | 선 (善) | 미 (美) |
| ------ | ------ | ------- | ------- | ------- |
| 2019년 | 임아로 | 강지수  | 최형전  |         |

## 광주-전남-제주
| 연도   |        | 진 (眞) | 선 (善) | 미 (美) |
| ------ | ------ | ------- | ------- | ------- |
| 2020년 | 김지영 | 정수연  | 이예은  |         |

## 역대 참가자 사진

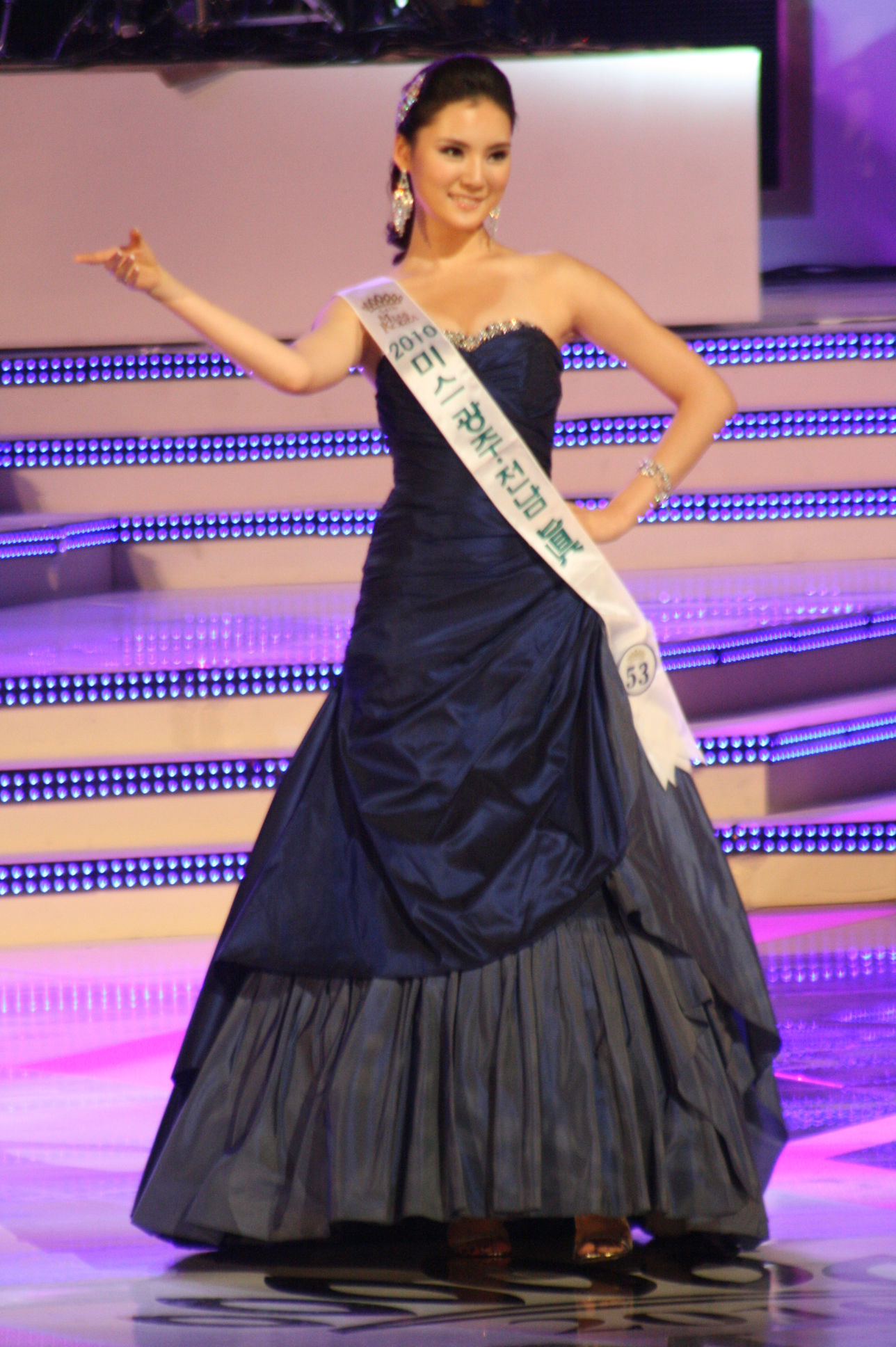
2010년 미스 광주-전남 진 정현화, 2010년 미스코리아 후보
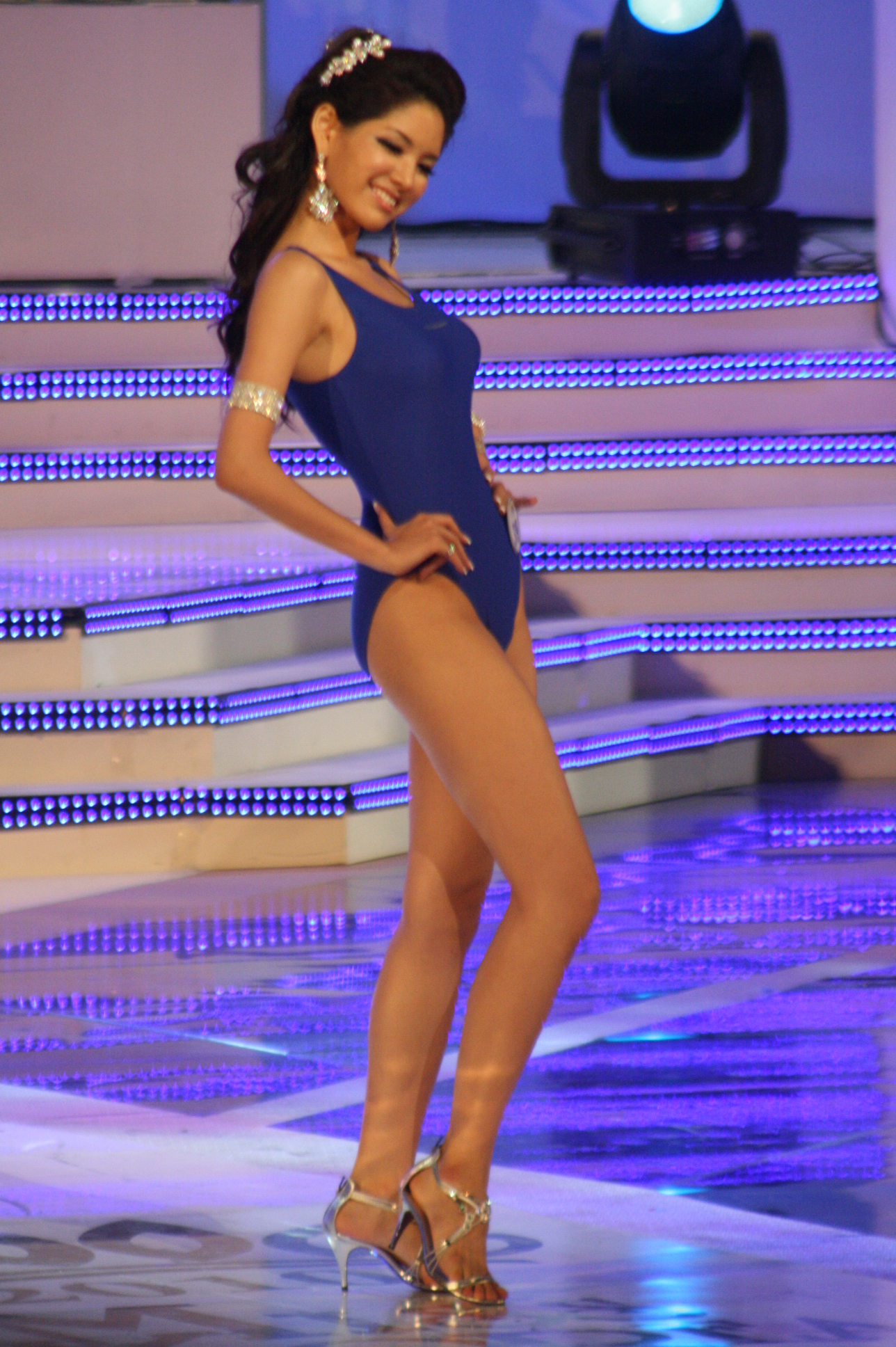
2010년 미스 광주-전남 선 하려원, 2010년 미스코리아 후보
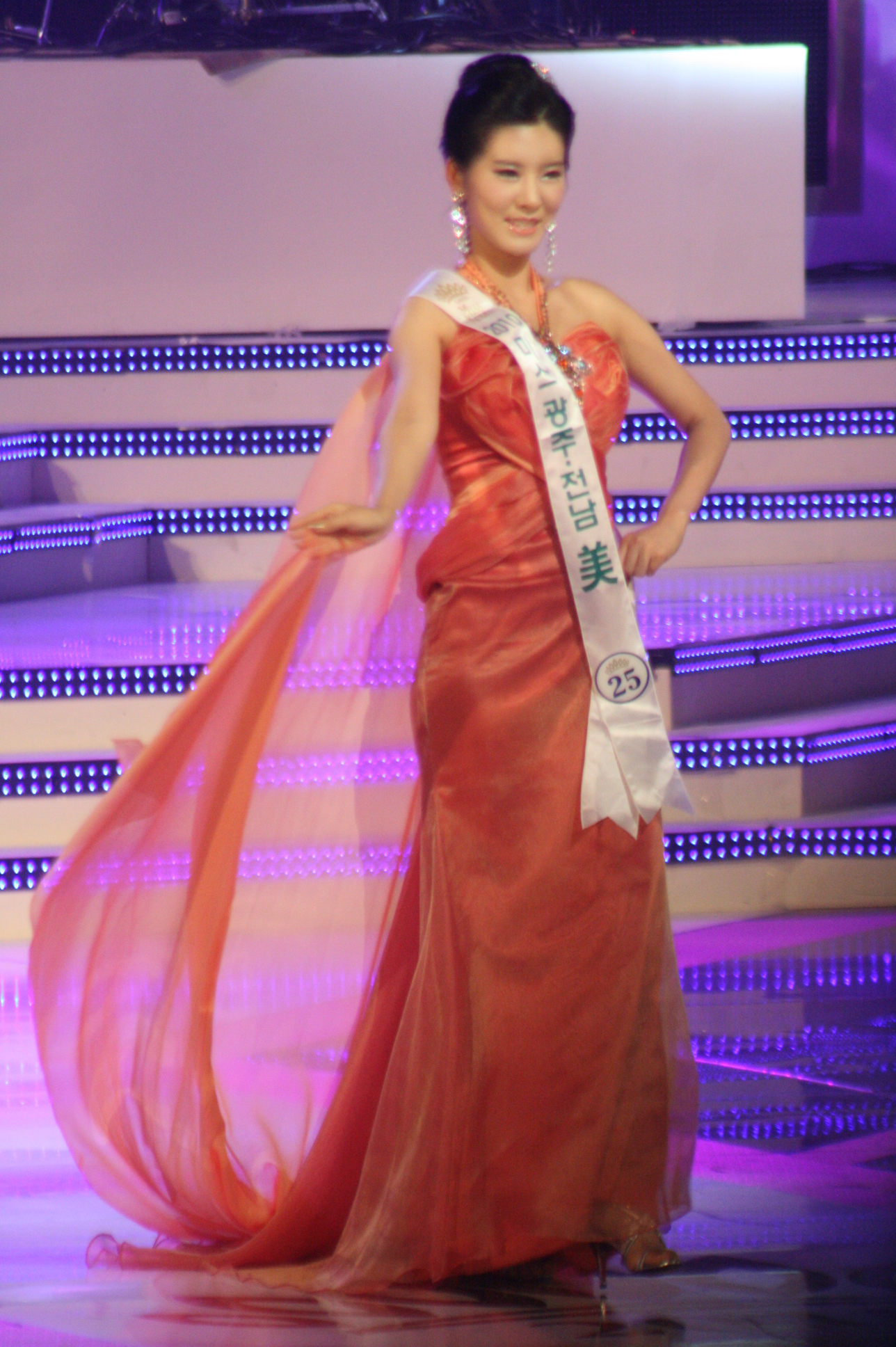
2010년 미스 광주-전남 미 황아현, 2010년 미스코리아 후보
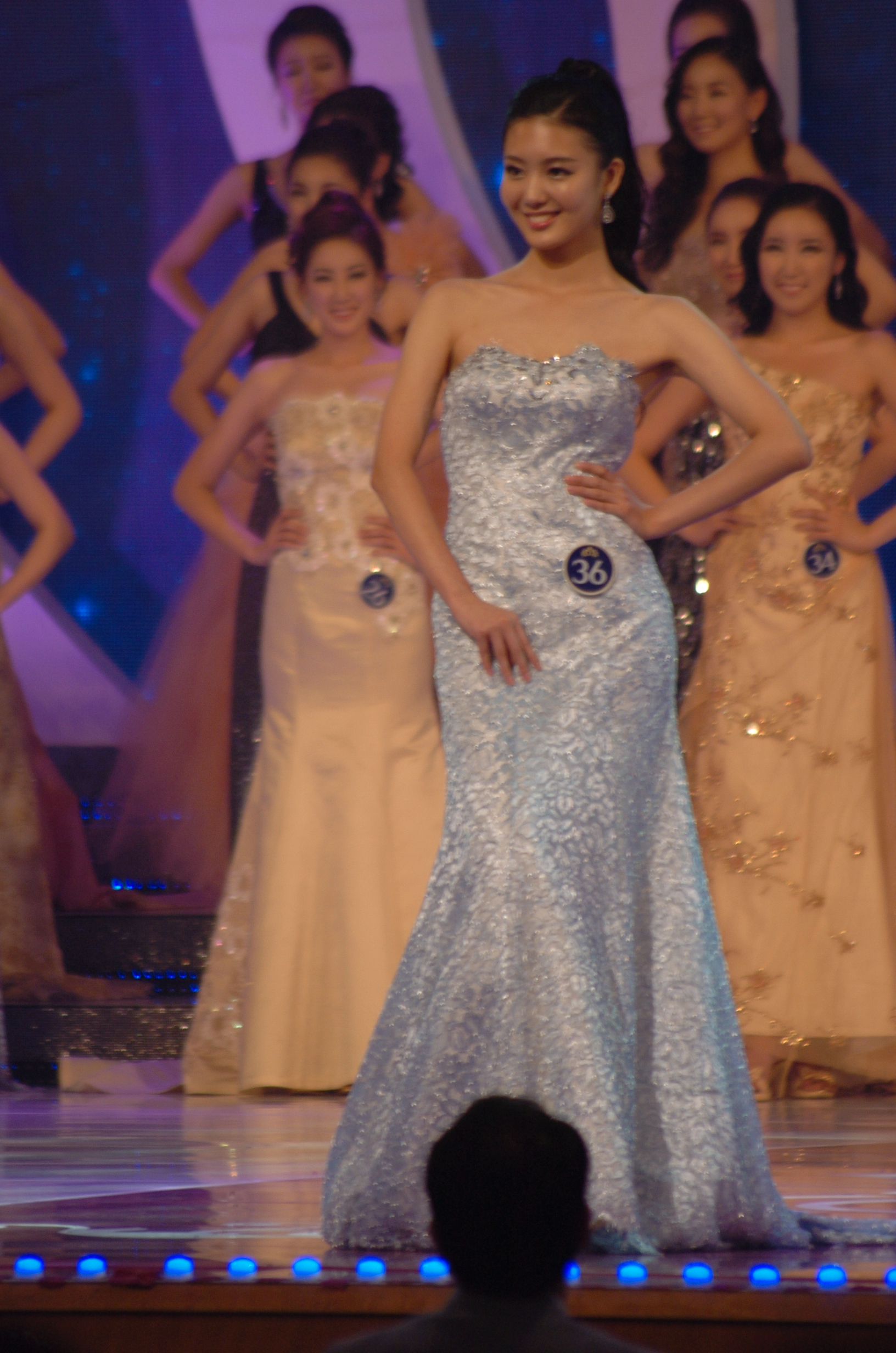
2012년 미스 광주-전남 진 이정빈, 2012년 미스코리아 선
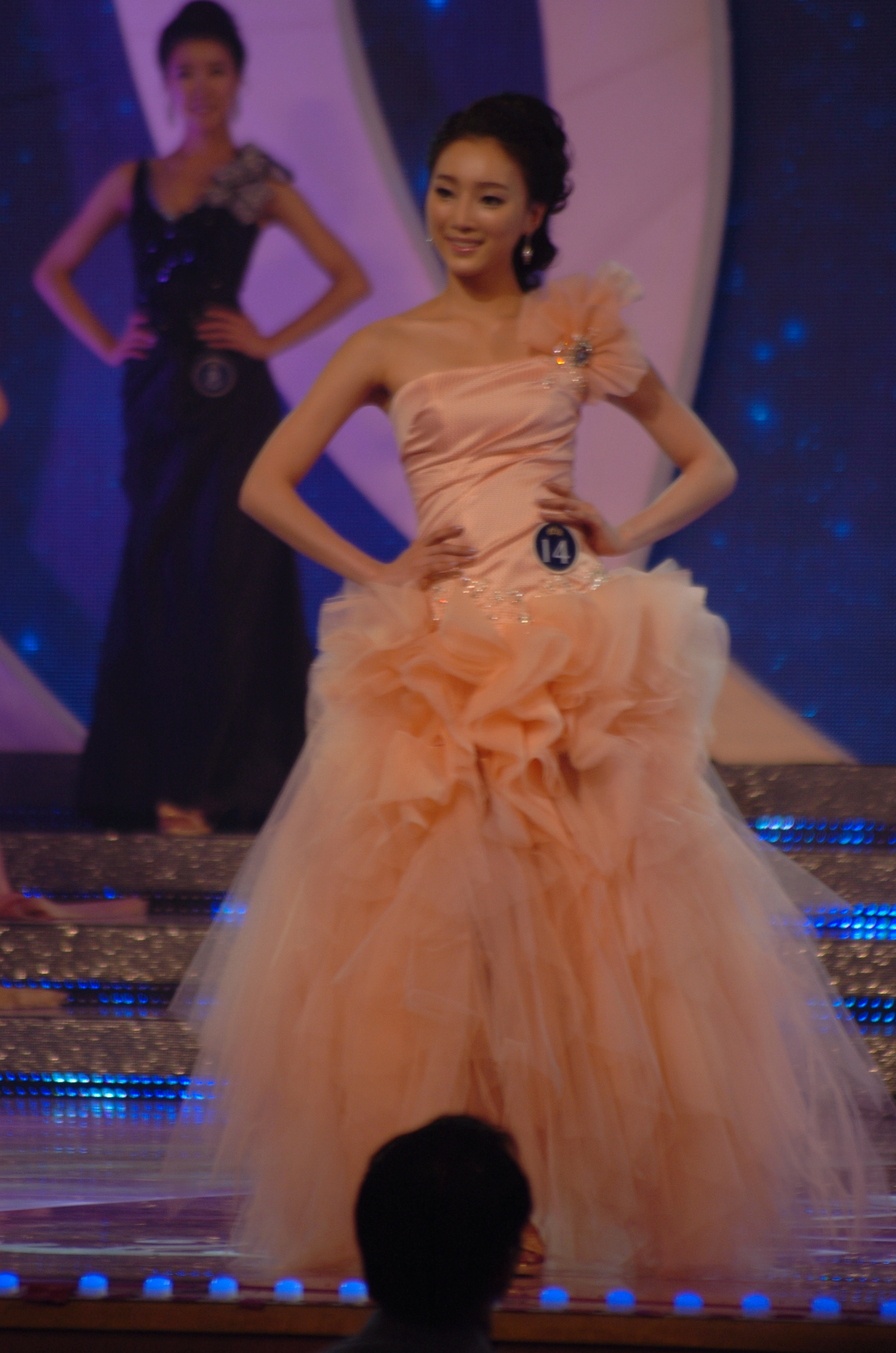
2012년 미스 광주-전남 선 김신아, 2012년 미스코리아 후보
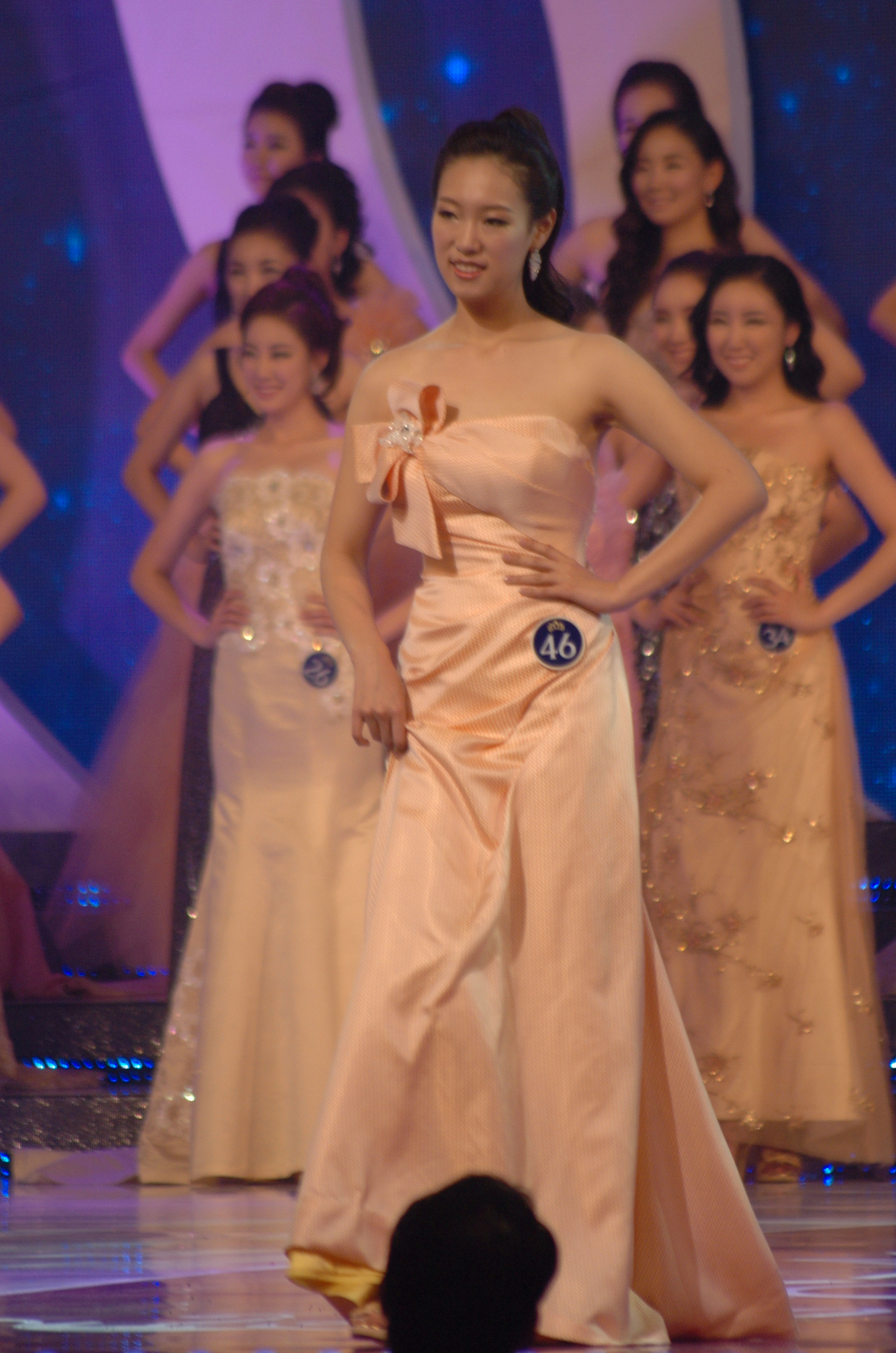
2012년 미스 광주-전남 미 이초해, 2012년 미스코리아 후보
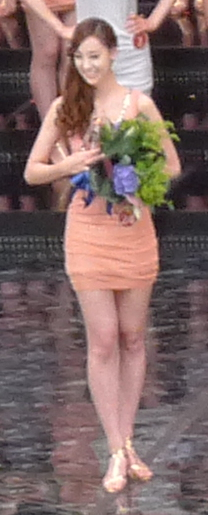
2013년 미스 광주-전남 선 김효희, 2013년 미스코리아 선
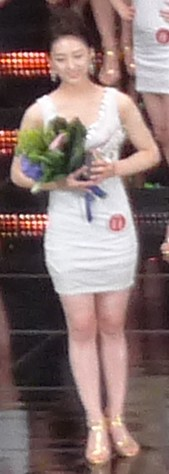
2013년 미스 광주-전남 미 정아라, 2013년 미스코리아 후보